# Nordvästra Skånes Sparbank
Nordvästra Skånes Sparbank var en sparbank som existerade fram till 1990 då den uppgick i Sparbanken Gripen. Banken hade bildats 1972 genom en sammanslagning av Nya Sparbanken Ängelholm med Ausås, Strövelstorp, Munka-Ljungby, Örkelljunga, Hjärnarps, Össjö, Rya, Tåstarps, Höja och Starby sparbanker. Sparbanken i Tåssjö hade uppgått i Munka-Ljungby sparbank redan 1963 och sparbankerna Ausås och Strövelstorp hade gått samman med varandra 1965, före det stora samgåendet.

## Historik
Banken hade anor från följande sparbanker, med årtal för bildande.
- Strövelstorps sparbank (1853)
- Engelholms sparbank (1864)
- Hjärnarps sparbank (1871)
- Ausås sparbank (1872)
- Örkelljunga sparbank (1874)
- Tostarps sparbank (1880)
- Munka Ljungby sparbank (1881)
- Höja och Starby sparbank (1886)
- Barkåkra sparbank (1899)
- Rebbelberga sparbank (1899)
- Rya sparbank (1902)
- Össjö sparbank (1905)
- Tåssjö Sockens sparbank (1919)